# Halti
Le Halti (en finnois : Haltitunturi ; en sami : Háldi) est un sommet des Alpes scandinaves s'élevant à 1 361 mètres d'altitude en Norvège. Son versant sud est traversé par la frontière avec la Finlande et constitue le point culminant de ce pays à 1 324 mètres d'altitude.

## Géographie
Le sommet du Halti est situé entre les communes de Kåfjord et de Nordreisa, en Norvège ; il culmine à 1 361 mètres d'altitude et est appelé Ráisduattarháldi. La partie de la montagne en Finlande se trouve sur le territoire de la municipalité d'Enontekiö, en Laponie. Le plus haut sommet entièrement en Finlande est le Ridnitsohkka avec 1 316 mètres d'altitude.

## Histoire
Au XVIIIe siècle, la Finlande fait partie du royaume de Suède et la Norvège de celui du Danemark. En 1734, ces deux royaumes signent un accord délimitant leur frontière, à partir d'éléments naturels. Plus tard, les commissions internationales de délimitation placent des balises tous les 10 à 20 kilomètres, et il est convenu que la frontière serait la ligne droite entre chacune de ces balises. La montagne s'est alors retrouvée partagée entre deux pays.
En 2015, un groupe de Norvégiens propose de céder le sommet à la Finlande à l'occasion du centenaire de l'indépendance de la Finlande en 2017. Malgré l'engouement des populations des deux côtés de la frontière, en 2016, la Norvège décide de garder le statu quo. Elle s'appuie sur le premier article de la Constitution norvégienne, définissant le pays comme « indivisible et inaliénable ».